# Cormac Mac Carthaig
Cormac Mac Carthaig (m. 1138) fue rey de Munster, parte de la isla de Irlanda.

## Orígenes
Desde el siglo X, el título de rey de Munster había sido ostentado por los Dál gCais a expensas de la dinastía original, los Eóganachta. En 1983, Henry Alan Jefferies afirmó:

«Desde los días de Ceallachán († 954), sus fortunas habían entrado en un declive grave y aparentemente interminable. No solo habían perdido el trono de Munster contra Brian Boru, sino que en los años 1070 los descendientes de Brian habían tomado posesión del mismo Cashel. Los restantes Eóghanacht de Cashel emigraron al oeste y durante el reinado de Muiredach hijo de Cárthach, pudieron haber ocupado algún emplazamiento en el distrito de Emly-Duhallow. Ciertamente la expansión temprana de los MacCarthy sugiere una procedencia del noroeste de Cork. La muerte de Muiredach en 1092 fue seguida rápidamente por el asesinato de su hermano y sucesor a manos de Ceallachán O'Callaghan. A la vista de este asesinato, y su designación como 'O'Callaghan de Cashel' en una época en que la zona había sido perdida contra los Eóghanacht, sugeriría que Ceallachán usurpó la corona de los Eóghanacht de Cashel y la retuvo hasta su muerte.  Es mi opinión que su muerte en 1115 fue una acción de los Mac Carthy qué despejó el camino para el ascenso al poder de Tadhg hijo de Muiredach Mac Carthy.»

No fue hasta comienzos del siglo XII cuando los miembros del clan Mac Carthaigh, pasaron a ser gobernados por los hermanos Tadg Mac Carthaig (rey de Desmond 1118-1123) y Cormac Mac Carthaigh, hijos de Muireadach mac Carthaig (m. 1092).

## Tratado de Glanmire
Muirchertach Ua Briain (c. 1050 – c. 1119) fue Rey de Munster y Rey Supremo de Irlanda. Pertenecía a los Dál gCais, y era bisnieto de Brian Boru (c. 937-1014).
Muirchertach estuvo gravemente enfermo en 1114, y su gobierno padeció. La disensión entre él y su hermano, Diarmaid, Dux de Cork, estuvo exacerbado por hostilidades de otros reinos irlandeses importantes como Connacht, Aileach y Leinster. Esto proporcionó a los vasallos de los Ua Briain, como los hermanos Mac Carthaigh, la posibilidad de afirmar su independencia.
Tadhg Mac Carthaigh era el gobernante efectivo del suroeste de Munster en 1118 cuándo los hijos de Diarmaid Ua Briain huían del nuevo rey, Brian Ua Briain. En un intento de someter a Mac Carthaigh, Ua Briain se enfrentó a él y a sus tropas en Glanmire pero fue derrotado y él fue asesinado por Turlough mac Diarmaid.
Las noticias de la derrota obligaron a Muirchertach a abandonar su jubilación, recuperando el trono de Munster y se dirigió al sur al frente de un gran ejército, acompañado por sus aliados, los reyes de Connacht, Mide, y Breifne. No obstante, Tairrdelbach Ua Conchobair (1088–1156), el rey más poderoso de la isla, encontró la situación apropiada para mantener Munster dividido, y firmó "un tratado duradero" con Tadgh, formalmente reconociéndole como primer Rey de Desmond, mientras los hijos de Diarmaid Ua Briain recibían Thomond.
Con Munster dividido en dos reinos separados, Toirdelbach se convirtió en el único contendiente por el título de Rey Supremo de Irlanda, una posición que mantuvo con oposición hasta su muerte en 1156. Cuándo Tadgh se rebeló, Toirdelbach invadió y saqueó Desmond en 1121, 1122 y 1123. Al final del año último Tadgh cayó enfermo; antes de su muerte abdicó del trono y Cormac tomó su lugar.

## Cormac, rey de Desmond
A comienzos de 1124 Ua Conchobair trajo la flota de Connacht a Munster para afirmar su dominio sobre Thomond y Desmond. Sin embargo, un ataque inesperado de Mide y Breifne le obligó a desviar su atención. Cormac aprovechó la oportunidad para aliarse con los reyes de Laghin, Mide y Breifne, preparándose para invadir Connacht.
Se reunieron en el puente de Átha Luain sobre el Shannon solo para encontrar a Ua Conchobhair ya allí con un gran ejército. Como Mac Carthaigh era el dirigente aparente de la revuelta, Ua Conchobhair ejecutó inmediatamente a los rehenes de Desmond, entre los que se incluían Mael Sechlainn Mac Carthaigh, hijo de Cormac. Advirtiendo que Ua Conchobair solo podría ser derrotado a un coste muy elevado en bajas, Cormac "regresó a casa lamentándose."
En 1125 Mac Carthaigh capturó Limerick a los Ua Briain, un acto que fue visto como una asunción simbólica del gobierno de todo Munster. Fue también una afrenta a Ua Conchobair, ahora plenamente reconocido como Ard Rí. Al año siguiente el Ard Rí atacó y derrotó de manera definitiva a Mac Carthaigh en su campamento militar de Osraige. Esto provocó la deposición de Cormac en 1127, sido reemplazado por su hermano Donnchadh.
Donnchadh se sometió a Ua Conchobair tras el asedio de Cork el día de Santa Brigida de 1127, junto con O'Mahony, O'Donoghue, O'Keef, O'Bric, O Conchobhair Ciarraige.
Cormac fue tonsurado, se ordenó, y se retiró al monasterio de Lismore.